# 2 (album Cool Kids of Death)
2 – drugi album studyjny Cool Kids of Death wydany w 2003 roku. Można też spotkać wersję tytułu Cool Kids of Death 2.

## Spis utworów
1. "Martwe Disco"
2. "Armia Zbawienia"
3. "Punkrockclassic"
4. "Wyliczanka"
5. "Hardkor" (vs. Vienio)
6. "Czekając aż skończy się wszystko"
7. "Ministerstwo propagandy"
8. "Nie będzie żadnej rewolucji"
9. "Kurwa na telefon"
10. "Na wszystkie cztery strony"
11. "Akcja promocyjna"
12. "Maszyna śmierci"
13. "Uciekaj"

### Edycja dwupłytowa
Ukazała się również specjalna, dwupłytowa edycja płyty (2.2). Znajdują się na niej utwory nagrane na żywo (w tym covery The Cure - "Killing an Arab" i Joy Division - "Disorder"), remiksy i dwa utwory nagrane razem z Dorotą Masłowską ("Słyszałeś" i "Świat wylazł z foremki").
1. "Specjalnie dla TV" (Live)
2. "Killing an Arab" (Live)
3. "Disorder (Live)"
4. "Słyszałeś"
5. "Świat wylazł z foremki"
6. "Kokaina z kokakolą"
7. "Armia Zbawienia" (teledysk)
8. "Hardkor (Methadone Remix)" (teledysk)